# ۱۲۰۰ (خورشیدی)
۱۲۰۰ هزار و دویستمین سال هجری خورشیدی است.

## مناسبت‌ها
آغاز حکومت قاجار

## زادگان
- حسینقلی خان ایلخانی، از رجال دوره قاجار و از خوانین بختیاری بود